# 규호지역
규호지역(일본어: 久宝寺駅 큐우호우지에키[*])은 일본 오사카부 야오시에 위치한 서일본 여객철도의 역이다.

## 역 구조
쌍섬식 승강장으로 2면 4선의 지상역이며 교상 역사를 가지고 있다. 대부분의 시간대에 쾌속 열차와 보통 열차의 완급 접속이 이루어진다.
이코카 및 제휴 교통카드의 사용이 가능하다.

### 승강장
| 1 | ■ 야마토지 선 (상행 본선)   | 오지 · 나라 · 다카다 방면      |
| 2 | ■ 야마토지 선 (상행 부본선) | 오지 · 나라 · 다카다 방면      |
| 3 | ■ 야마토지 선 (하행 부본선) | 덴노지 · JR 난바 · 오사카 방면 |
| 3 | ■ 오사카히가시 선 (하행)    | 신카미 · 하나텐 방면           |
| 4 | ■ 야마토지 선 (하행 본선)   | 덴노지 · JR 난바 · 오사카 방면 |

## 역사
- 1910년 12월 1일: 일본국유철도 간사이 본선 야오 ~ 가미 간에 신설 개업.
- 1987년 4월 1일: 민영화에 따라 서일본 여객철도의 소속이 되었다.
- 1997년 3월 8일: 구간 쾌속의 정차역이 되었다.
- 1997년 7월 27일: 교상 역사가 완성되었다.
- 1998년 3월 14일: 나라 방면 대피선이 신설되었다.
- 2001년 3월 3일: 야마토지 쾌속의 정차역이 되었다.
- 2003년 11월 1일: 이코카의 사용이 개시되었다.
- 2008년 3월 15일: 오사카히가시 선의 개통으로 환승역이 되었다.

## 인접정차역
| 서일본 여객철도 간사이 본선                 | 서일본 여객철도 간사이 본선                    | 서일본 여객철도 간사이 본선 |
| ------------------------------------------- | ---------------------------------------------- | --------------------------- |
| 오지 가모 방면                              | ■ 야마토지 선 야마토지 쾌속 · 쾌속 · 구간 쾌속 | 덴노지 오사카 방면          |
| 야오 가모 방면                              | ■ 야마토지 선 보통                             | 가미 오사카 방면            |
| 서일본 여객철도 간사이 본선·오사카히가시 선 |                                                |                             |
| 오지 나라 방면                              | ■ 오사카히가시 선 직통 쾌속                    | 하나텐 아마가사키 방면      |
| 시·종착역                                   | ■ 오사카히가시 선 보통                         | 신카미 하나텐 방면          |